# Zakon Braci Mniejszych Kapucynów
Zakon Braci Mniejszych Kapucynów (kapucyni) – katolicka wspólnota zakonna z grupy zakonów żebraczych, z rodziny franciszkańskiej, wyodrębniona ze wspólnoty zakonnej stworzonej przez św. Franciszka z Asyżu w 1209 roku. Zakon ów oddzielił się od dwóch pozostałych zakonów w 1528 roku, 11 lat po podziale franciszkanów na Braci Mniejszych i Braci Mniejszych Konwentualnych.
Zakon Braci Mniejszych Kapucynów od początku swojego istnienia dał Kościołowi 13 kardynałów, 2 patriarchów, 71 arcybiskupów i 282 biskupów

## Historia

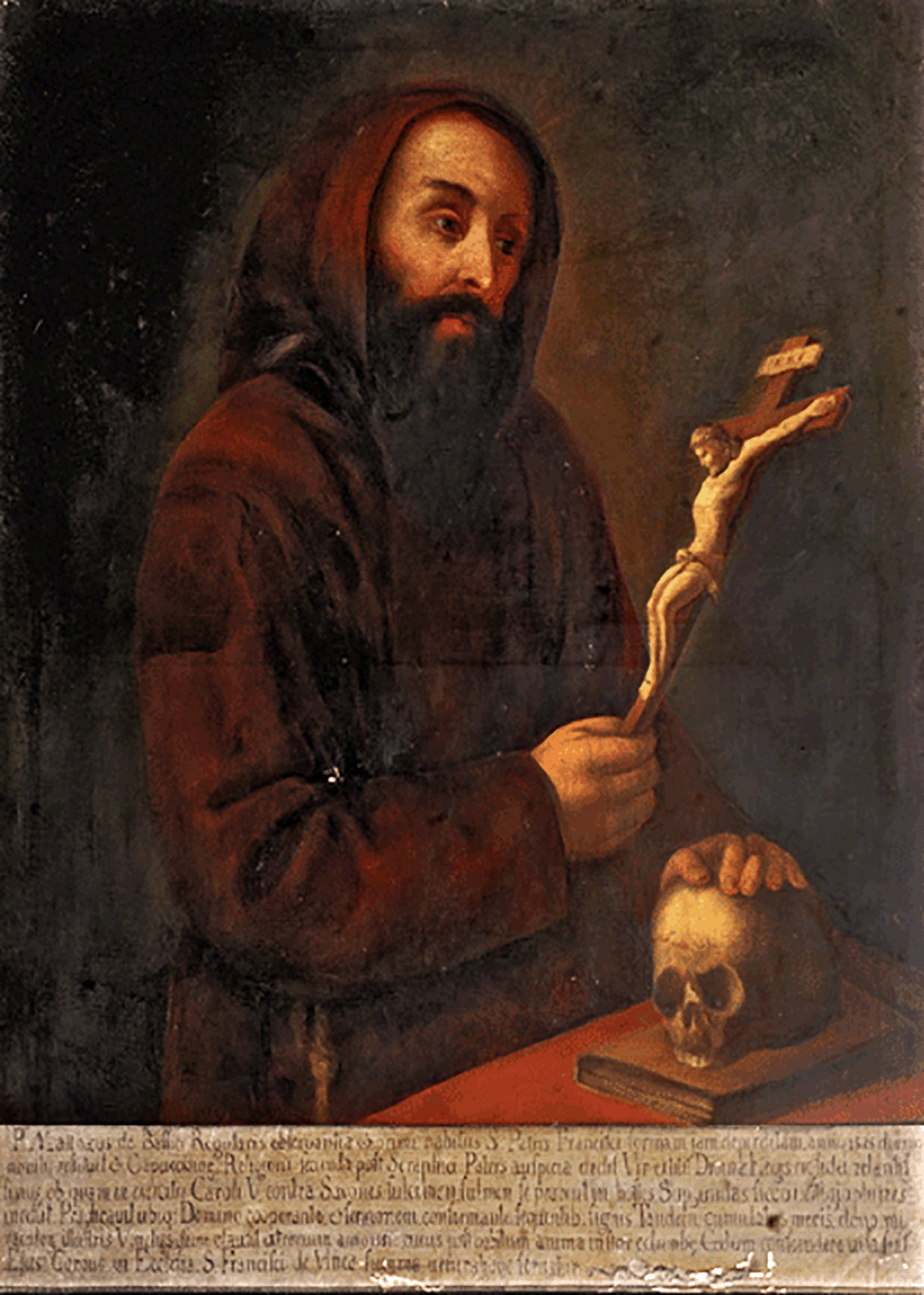
Matteo Serafini da Bascio (1495–1552), współzałożyciel zakonu

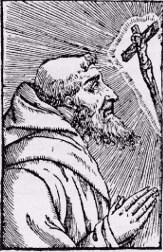
Bernardino Ochino (1487–1564)

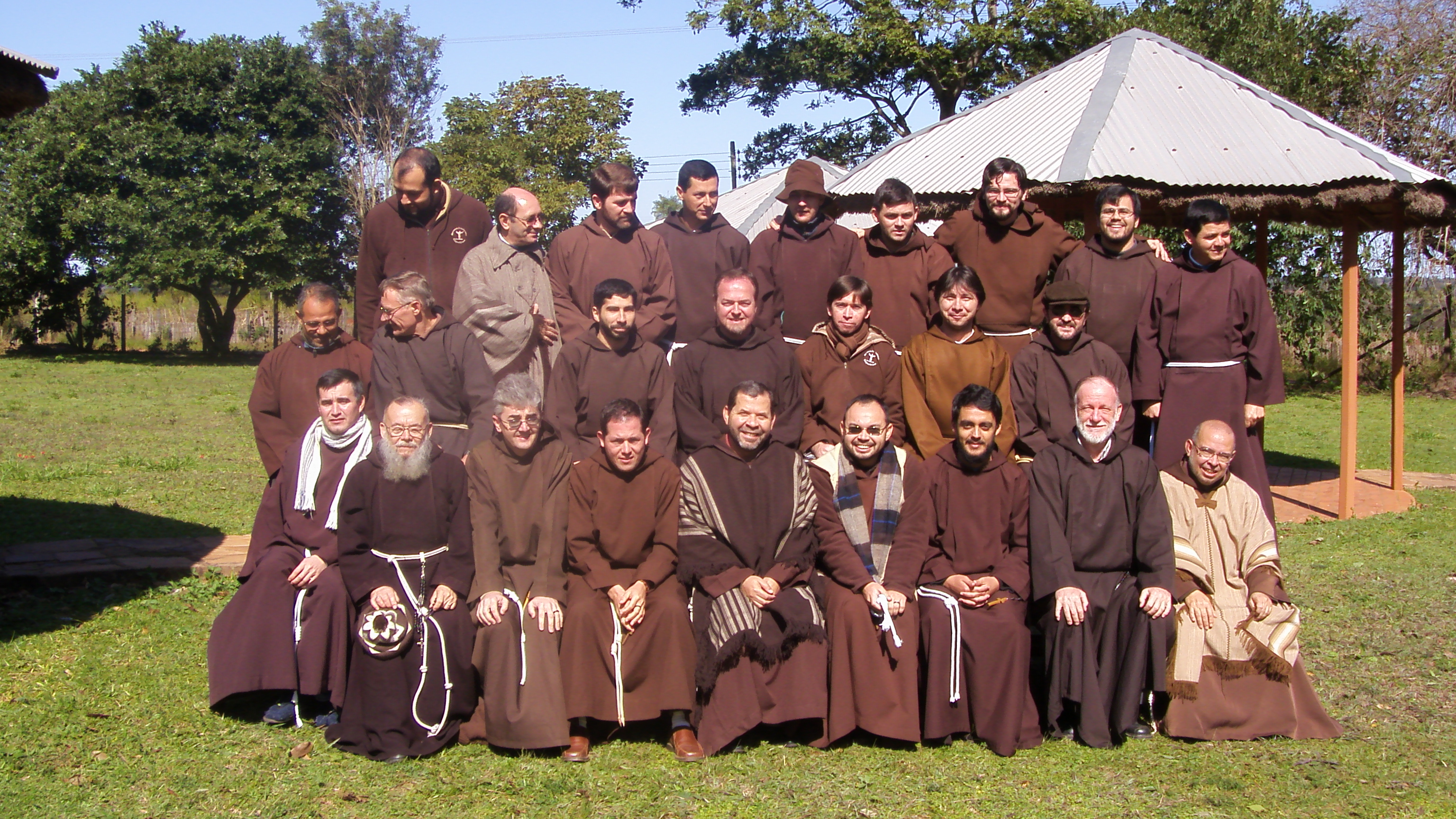
Kapucyni w Paragwaju w tradycyjnych habitach

Powodem, dla którego założyciel Matteo Serafini da Bascio powołał do życia nową gałąź zakonu, było odchodzenie przełożonych od surowej reguły stworzonej przez św. Franciszka. Dotyczyło to zwłaszcza ślubu ubóstwa oraz niemożności życia w zakonie kontemplacyjnym. Ojciec da Bascio przekonał się o konieczności zreformowania zakonu w czasie zarazy, która nawiedziła księstwo Camerino w 1523 roku. Epidemia została przyjęta w pobliskim klasztorze obserwantów Montefalcone z obojętnością. Prowincjał zakonu, dowiedziawszy się o planach ojca Matteo da Bascio, nakazał uwięzić go w areszcie w klasztorze we Forani. Gdy da Bascio odzyskał wolność, wraz z dwoma rodzonymi braćmi, ojcem Ludwikiem z Fossombrone i bratem Rafałem kontynuował walkę o zreformowanie zakonu. W konsekwencji na wszystkich trzech nałożona została ekskomunika przez generała obserwantów. Wobec tych wydarzeń zbuntowani bracia uciekli z klasztoru i schronili się w pustelni ojców kamedułów. Wtedy też wspólnota zajęła się ofiarną służbą chorym na dżumę, dzięki czemu uzyskali wsparcie starszej siostry pierwszego założyciela, Katarzyny Cybo. Księżna Camerino wstawiła się za młodą wspólnotą u swojego wuja, papieża Klemensa VII. W czerwcu 1528 roku papież pozwolił kilku braciom z Zakonu Braci Mniejszych na odłączenie się od współtowarzyszy, utworzenie nowej rodziny zakonnej i zamieszkanie w eremach. Decyzję tę ogłosił w bulli Religionis zelus.
Przez kilkanaście kolejnych lat kapucyni toczyli bój z Zakonem Braci Mniejszych o uznanie ich za prawowity zakon. Obserwanci nakłonili Klemensa VII do utworzenia dwóch dokumentów, które osłabiały nowe zgromadzenie. 9 kwietnia 1534 roku dokumentem Cum sicut accepimus papież zakazał przyjmowania kapucynom obserwantów. W drugim dokumencie groził przyjętym już obserwantom ekskomuniką, o ile ci nie wróciliby do swoich pierwotnych klasztorów w ciągu 50 dni. Generał Zakonu Braci Mniejszych, Wincenty Lunellus, namówił cesarza Karola V, aby ten zwrócił się do papieża z poparciem dla obserwantów. W konsekwencji cesarz nazwał zakon "nową sektą" i prosił głowę Kościoła katolickiego o zduszenie jej w zarodku. Kapucyni uzyskali poparcie Vittorii Colonny, która namówiła cesarza i papieża, żeby zmienili swój pogląd o zakonie. Wreszcie Klemens VII ogłosił, że „kanoniczne potwierdzenie reformy kapucyńskiej obowiązuje raz na zawsze".
Mimo tego rok później po raz kolejny zakazano przechodzić z zakonu obserwantów do zakonu kapucynów, a następnie zakazano kapucynom osiedlać się poza terenem Włoch.
W tym czasie pojawiły się trudności z wyborem nowego generała kapucynów. Oskarżono dotychczasowego generała o. Ludwika z Fossombrone o brak działalności apostolskiej. Wybór o. Bernardyna z Astii w 1535 roku, spotkał się z protestem o. Ludwika i spowodował jego odejście z zakonu. Bernardyn z Astii wyjednał u papieża Pawła III zatwierdzenie pierwszych konstytucji zakonu, bullą „Exponi vobis” z 25 sierpnia 1536 roku. Większość z nich pozostały niezmienione aż do czasów współczesnych. Już w latach 1535–1538 i 1546–1552, czyli za swojego panowania, podzielił zakon na 12 prowincji, mając do dyspozycji 700 zakonników. Jednocześnie zapoczątkował działalność misyjną, wysyłając zakonników do Egiptu, gdzie ponieśli śmierć męczeńską.
Kłopotów kapucynom przysporzył nowo wybrany w październiku 1538 roku generał zakonu ojciec Bernard ze Sieny, zwany popularnie „Ochino”. Po kilku latach udanych rządów, coraz częściej oskarżano go o współpracę z Janem Waldesem – zwolennikiem reformy Kościoła wzorowanej na poglądach Marcina Lutra. Ochino nie przeczył swoim poglądom, głosił je otwarcie co spotkało się z wielkim niezadowoleniem ówczesnego papieża. Wezwany do Rzymu, schronił się w Genewie, gdzie wyrzekł się wiary katolickiej. Na cały zakon padło podejrzenie herezji. Podejrzenie do tego stopnia poważne, że Paweł III i zwołany przez niego konsystorz byli zdecydowani podjąć decyzję o kasacji zakonu. Nie zgodził się na to kardynał San Severino, który wskazał na możliwość praworządności całego zakonu nie zniszczonej przez zgubne działania ostatniego generała. Badania potwierdziły tę tezę, zakon uratowano a nowym generałem w 1543 roku został o.Franciszek z Jesi, który świętością swego życia doprowadził do rozkwitu zakonu. Założyciel kapucynów, ojciec Matteo Serafini da Bascio podobnie jak i jego brat a zarazem następca na stanowisku przełożonego, ojciec Ludwik z Fossombrone odszedł z zakonu i wrócił do obserwantów.
Ostatecznie zakon został zatwierdzony przez papieża Pawła IV bullą Pastoralis officii w 1560 r. W tym czasie nastąpiła dynamiczna ekspansja terytorialna Zakonu. Wciąż jednak obowiązywał zakaz papieża Pawła III z 1537 roku, który zabronił kapucynom „przekroczyć Alpy”. Zakaz cofnięto dopiero dzięki bulli papieża Grzegorza XIII Ex nostri pastoralis officii debito z 6 maja 1574 r. kapucyni stopniowo przenosili się do klasztorów w głąb Europy. Osiedlili się we Francji w 1574 roku, w Hiszpanii (1577–1578), Anglii (1580), Szwajcarii (1584), Niderlandach (1585), Tyrolu (1593), Czechach (1599), Bawarii (1600), Irlandii (1615). W 1612 powstał klasztor w Brazylii. Przyczyniali się do ponownego szerzenia wiary katolickiej w krajach protestanckich oraz do utrwalenia potrydenckiej reformy Kościoła.
Na początku XVII w. wskutek sporów o tzw. pierworodztwo papież  Paweł V w bulli Militantis Ecclesiae z 15 XI 1608 (a w 1627 r. także papież Urban VIII), uznał kapucynów za prawdziwych Braci Mniejszych i autentycznych synów św. Franciszka. Wreszcie papież Paweł V w bulli Alias felicis recordationis z 23 stycznia 1619 r. udzielił kapucynom pełnej niezależności i autonomii. Miało to wymiar nie tylko symboliczny (uwolniono kapucynów spod patronatu Braci Mniejszych Konwentualnych), ale również prawny. Od tej pory, zakon mógł swobodnie wybierać generała zakonu, a nie jedynie wikariusza generalnego. Tę datę uznaje się za oficjalne zatwierdzenie kapucynów jako wspólnoty zakonnej.
Kapucyni zachęceni do działania, założyli swoje placówki w Syrii (1625), w krajach Ameryki Południowej i Centralnej (1632-35), Etiopii (1637), Kongo (1645) i Indiach Wschodnich (1640). W tym czasie istniały już 42 prowincje i 1192 domów zrzeszających 16966 zakonników. W 1761 roku kapucyni mieli już 64 prowincje oraz 1730 domów zakonnych różnej rangi. W zakonie była wtedy największa ilość członków – 34029 zakonników. Mimo znaczenia zakonu oraz dobrej reputacji jego członków, pojawiają się trudności spowodowane oświeceniowymi nurtami (m.in. racjonalizm, naturalizm) nie sprzyjającymi życiu zakonnemu. Kapucyni ucierpieli podczas rewolucji francuskiej, wskutek napoleońskich kasat zakonów, józefinizmu w monarchii habsburskiej, regalizmu w Hiszpanii, rozbiorów w Polsce. W wielu krajach zakon zanika, w innych uzależniony zostaje od warunków politycznych, a działalność wygasa z powodu zmniejszającej się liczby zakonników. W połowie XIX w. zamknięto nowicjaty, ograniczono wiek wstępowania dla kandydatów, zabroniono budować klasztory. Zakonnicy żyli częściowo w rozproszeniu, a jeśli byli w klasztorach, to ich życie zakonne uległo sporemu wypaczeniu.
Uciekając z klasztorów europejskich kapucyni udają się około 1842 r. do Ameryki Łacińskiej, zakładają placówki w Gwatemali (1852), Ekwadorze (1877) obok założonych tam wcześniej przez Włochów placówek w Chile (1848–1852) i Urugwaju (1850). Prześladowania w czasie kulturkampfu spowodowały przeniesienie się kapucynów niemieckich do Stanów Zjednoczonych i założenie tam 2 prowincji zakonnych: Kalwaryjskiej w 1858 roku i Pensylwańskiej w roku 1873.
Gdy w 1847 roku wybrano na urząd generała o. Wenantego Burdesio z Turynu, skodyfikowano prawo partykularne i wprowadzono je w życie. Kolejni generałowie, zarówno ci narzuceni przez papieża jak i ci, których wybrał zakon, próbowali przywrócić zakonowi dawną świetność. Ta sztuka udała się dopiero o. Bernardowi Christen z Andermatt, od którego rządów rozpoczęło się trwałe odrodzenie we wszystkich niemal krajach. Nowy generał usprawnił apostolską działalność zakonu, m.in. zreorganizował misje zagraniczne ustalając odpowiednie podstawy prawne oraz przypisując każdą z nich odpowiedniej prowincji. Zredagował także Ceremoniał (Rzym, 1892), ujednolicający obrzędy liturgiczne. Wskutek tych działań zaczęła wzrastać liczba członków: z około 7000 w 1888 roku do 10 056 w 55 prowincjach i 736 domach w 1910 roku.
Podczas pierwszej wojny światowej zakon znów doznał poważnych strat. Około 3000 zakonników powołano do wojska, a ponad 100 obiektów zakonnych zajęło wojsko. Ponowny rozwój przyniosły lata międzywojenne. W 1920 roku zakon liczył 805 domów i 9795 zakonników, a 20 lat później było już 1086 domów i 13 772 zakonników. W 1930 r. założono Instytut Historyczny, przeniesiony w 1940 roku z Asyżu do Rzymu. W zniszczonej działaniami wojennymi Europie odnotowano kolejne straty, zarówno w ludziach, jak i w majątku zakonu. Po wojnie jednak zakon nie tylko wyrównał straty, ale odnotował znaczny wzrost. W 1965 r. kapucyni liczyli łącznie z nowicjuszami 15700 członków, w tym 1181 kapłanów oraz 3529 braci zakonnych. Posiadano 1261 domy zakonne w 93 różnych jednostkach administracyjnych. W okresie powojennym kapucyni objęli wiele placówek misyjnych. W 50 misyjnych jednostkach administracyjnych pracowało 1457 zakonników. Podczas soboru watykańskiego II zakon podjął dzieło odnowy zgodnej z założeniami soborowymi.

## Zakon w Polsce

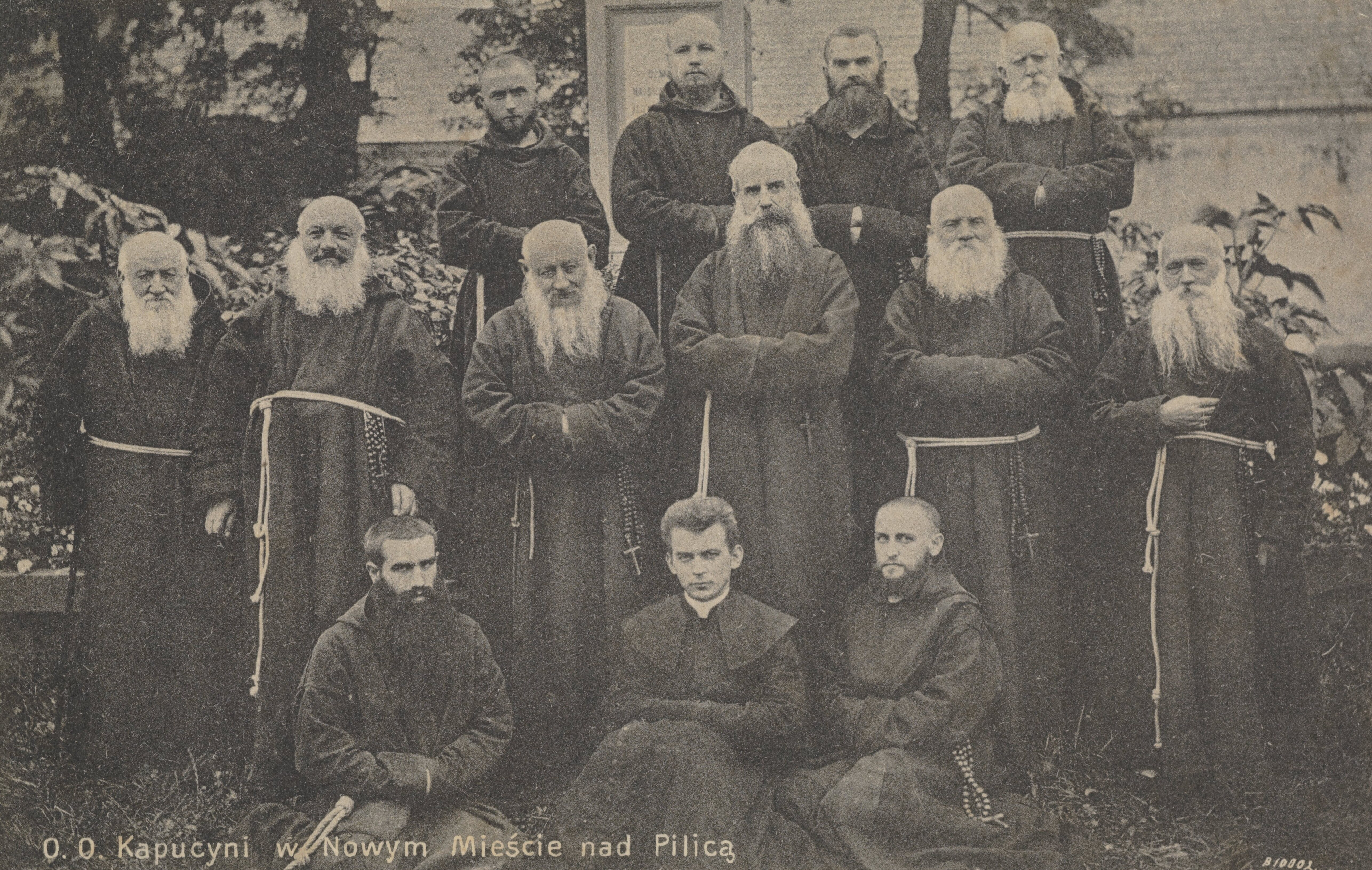
O.O. Kapucyni w Nowym Mieście nad Pilicą (ok. 1905-1911)

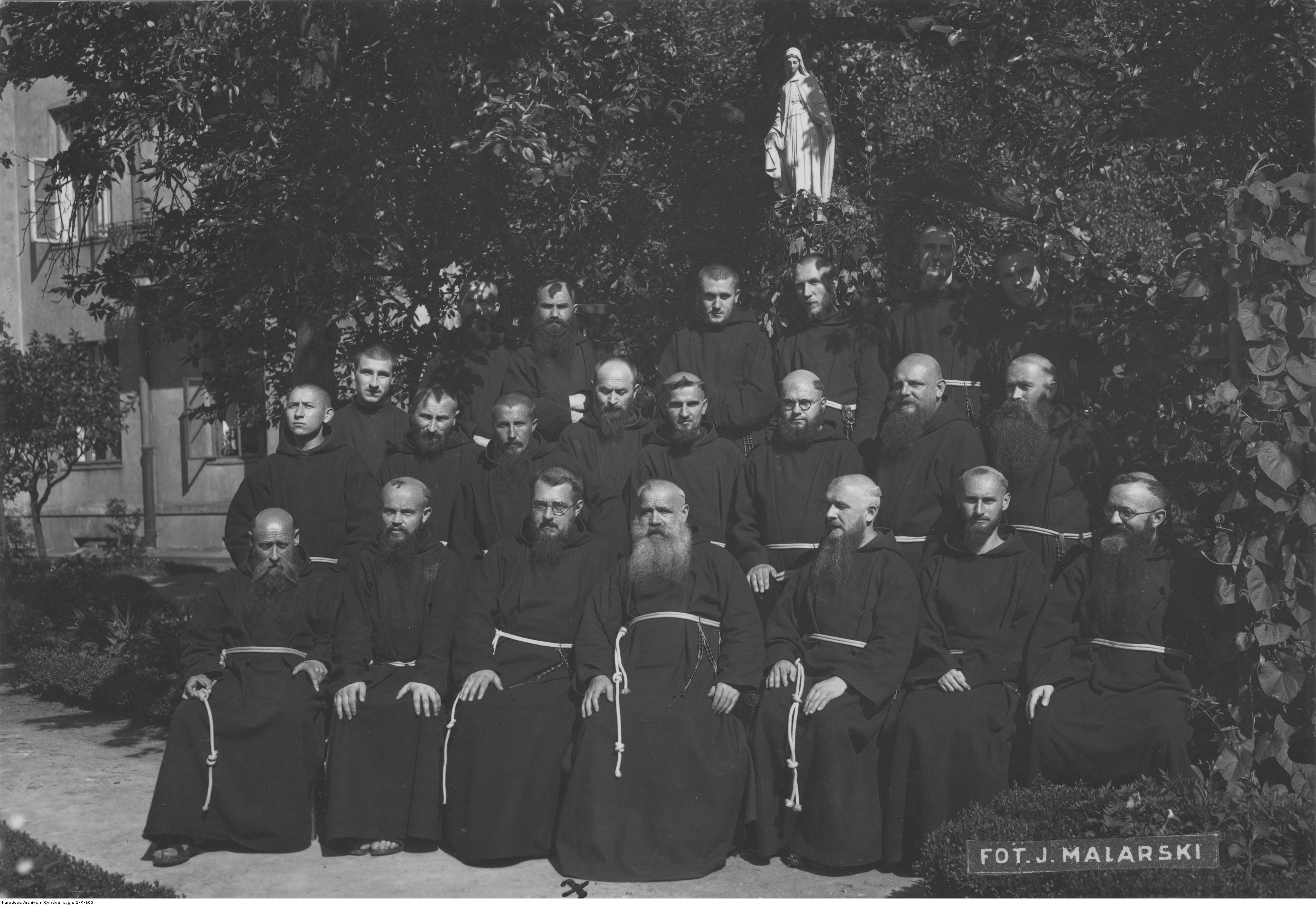
Generał zakonu wśród zakonników OO. Kapucynów z klasztoru w Warszawie (lipiec 1935).

Do Polski zakon sprowadził król Jan III Sobieski w sierpniu 1681 roku. Dziesięć lat później otworzyli nowicjat, przyjmując pierwszych kandydatów. Pierwszy klasztor powstał w Warszawie, drugi w Krakowie, kolejne we Lwowie i Lublinie. W 1754 r. papież Benedykt XIV wydał brewe Quaecumque ad majorem, którym powołał do życia pierwszą prowincję polską kapucynów pod wezwaniem św. Wojciecha i św. Stanisława.
Zabory spowodowały opóźnienie rozwoju zakonu na tych terenach. Zaborcy zabronili przyjmować nowicjuszy, skasowano niektóre klasztory w obawie, że mogą opóźnić proces wynarodowienia Polaków. Epoka napoleońska przyniosła ustanowienie trzech prowincji na tych terenach: ruskiej, na terenie Imperium Rosyjskiego; polskiej, na terenie Królestwa Kongresowego oraz galicyjskiej na terenach pod zarządem Austro-Węgier. Prowincję ruską rozwiązano w 1888 roku, pozostałe dwie przetrwały aż do odzyskania niepodległości przez Polskę. Kapucyni zgodnie z przewidywaniami zaborców okazali się ofiarnymi krzewicielami polskiego patriotyzmu. Do kapucynów należeli m.in. bł. Honorat Koźmiński, o. Prokop Leszczyński, o. Wacław Nowakowski oraz uczestnicy powstania styczniowego o. Maksym Tarejwo i o. Agrypin Konarski.
Rozkwit zakonu, utworzenie seminariów duchownych przypada na okres dwudziestolecia międzywojennego, kiedy to do zakonu dołączyło wielu nowych zakonników. Odzyskano wiele skasowanych wcześniej klasztorów, objęto nowe fundacje (m.in kościół i klasztor na Zamarstynowie we Lwowie oraz we wsi Przełom k. Grodna), co spowodowało podniesienie komisariatu krakowskiego do rangi prowincji w 1939 roku. Kapucyni znaleźli się wśród ofiar prześladowań a czasie II wojny światowej. Wśród 108 błogosławionych męczenników beatyfikowanych przez Jana Pawła II znajduje się 5 kapucynów z prowincji warszawskiej. Po zakończeniu wojny i ustaleniu nowych granic Polski prowincja krakowska została pozbawiona większości swoich klasztorów. Kapucyni udali się zatem na ziemie zachodnie i północne, gdzie w bardzo trudnych warunkach tworzyli nowe wspólnoty parafialne. Domy zakonne po wojnie powstały w Gdańsku, Nowej Soli, Bytomiu, Pile, Wrocławiu, Wołczynie i Wałczu. W 1952 r. generał zakonu zmienił status komisariatu warszawskiego i podniósł go do rangi prowincji warszawskiej.
Mimo przeszkód jakie czekały na wszystkie religijne wspólnoty po wojnie, zakon nadal się rozwijał i podejmował nowe wyzwania duszpasterskie.

## Pochodzenie nazwy
Nazwa „kapucyni” pochodzi od włoskiego słowa Capuccini, którym to dzieci z włoskich wiosek nazwały zjawisko pojawienia się w okolicy zakapturzonych, brodatych zakonników. Słowo Capuccio w języku włoskim oznacza kaptur. Dokumenty Stolicy Apostolskiej zatwierdziły w 1534 roku jedynie zwyczajową dotychczas nazwę scappucciati, co w języku włoskim oznacza przydomek „kapturowi”.

## Święci i Błogosławieni
Z zakonu wywodzi się 16 świętych i 71 błogosławionych (w tym 7 Polaków).
- św. Anioł z Acri
- św. Bernard z Corleone
- św. Feliks z Cantalice
- św. Feliks z Nikozji
- św. Fidelis z Sigmaringen
- św. Franciszek Maria z Camporosso
- św. Ignacy z Laconi
- św. Ignacy z Santhià
- św. Józef z Leonessy
- św. Konrad z Parzham
- św. Kryspin z Viterbo
- św. Leopold Mandić
- św. Ojciec Pio z Pietrelciny
- św. Serafin z Montegranaro
- św. Wawrzyniec z Brindisi
- św. Weronika Giuliani
- bł. Agatanioł z Vendôme
- bł. Arseniusz z Trigolo
- bł. Ambroży z Benaguacil (Ambrosio de Benaguacil)
- bł. Andrzej Jacek Longhin
- bł. Angela Maria Astorch
- bł. Anicet Kopliński
- bł. Apolinary z Posat
- bł. Aureliusz z Vinalesa
- bł. Benedykt z Urbino
- bł. Bernard z Lugar Nuevo de Fenollet
- bł. Bernard z Offidy
- bł. Bonawentura z Puzol
- bł. Dydak Józef z Kadyksu
- bł. Fidelis Chojnacki
- bł. Fidelis z Puzol
- bł. Florian Stępniak
- bł. Floryda Cevoli
- bł. Frederic z Berga (Martí Tarrés Puigpelat)
- bł. German z Carcagente
- bł. Henryk z Almazora (Enrique de Almazora)
- bł. Henryk Krzysztofik
- bł. Honorat Koźmiński
- bł. Innocenty z Berzo
- bł. Izabela Calduch Rovira
- bł. Jakub (Santiago) z Rafelbunol
- bł. Jakub z Ghaziru
- bł. Jan Alojzy Loir z Besançon
- bł. Jeremiasz z Wołoszczyzny
- bł. Joachim z Albocácer
- bł. Józef Tous y Soler
- bł. Kasjan z Nantes
- bł. Leopold z Alpandeire (Márquez Sánchez)
- bł. Marek z Aviano
- bł. María Felicidad Masiá Ferragut
- bł. María Jesús Masiá Ferragut
- bł. Maria Magdalena Martinengo
- bł. Maria Teresa Kowalska
- bł. Maria Weronika Masia Ferragut
- bł. Mikołaj z Gesturi
- bł. Milagros Ortells Gimeno
- bł. Modest z Albocácer
- bł. Pacyfik z Walencji
- bł. Piotr z Benisy
- bł. Protazy Bourbon z Seéz
- bł. Sebastian François z Nancy
- bł. Symforian Ducki
- bł. Modest z Mieres (Joan Bover Teixidó)
- bł. Zacaries z Llorenç del Penedés (Sebastiá Sonet Romeu)
- bł. Remigi z Papiol (Esteve Santacana Armengol)
- bł. Anselm z Olot (Laurentí Basil Matas)
- bł. Benigne z Canet de Mar (Miquel Sagré Fornaguera)
- bł. Josep z Calella de la Costa (Joan Vila Colomé)
- bł. Martí z Barcelony (Jaume Boguñá Casanova)
- bł. Rafael Maria z Mataró (Francesc de Paula Soteras Culla)
- bł. Agustí z Montclar de Donzell (Josep Alsina Casas)
- bł. Doroteu z Vilalba dels Arcs (Jordi Sampé Tarragó)
- bł. Alexandre z Barcelony (Jaume Nájera Gherna)
- bł. Tarsici z Miralcamp (Josep Vilalta Saumell)
- bł. Vincenç z Besalú (Julià Gebrat Marcé)
- bł. Timoteu z Palafrugell (Jesús Miquel Girbau)
- bł. Miquel z Bianya (Pelai Ayats Vergés)
- bł. Jordi z Santa Pau (Manuel Collellmir Senties)
- bł. Bonaventura z Arroyo Cerezo (Tomás Díaz Díaz)
- bł. Marçal z Penedès (Carles Canyes Santacana)
- bł. Eudald z Igualada (Lluís Estruch Vives)
- bł. Paciá Maria z Barcelony (Francesc Maria Colomer Presas)
- bł. Ángel z Ferreries (Josep Coll Martí)
- bł. Cebrià z Terrassa (Ramon Gros Ballvé)
- bł. Eloi z Bianya (Joan Ayats Plantalech)
- bł. Prudenci z Pomar de Cinca (Gregori Charlez Ribera)
- bł. Félix z Tortosa (Joan Bonavida Dellà)

## Generałowie zakonu
Od 3 września 2018 generałem jest Roberto Genuin, zastępując na tym stanowisku Mauro Jöhriego.

## Polskie Prowincje
Zakon Braci Mniejszych Kapucynów dzieli się w Polsce na dwie prowincje:
- Prowincja św. Józefa Oblubieńca Najświętszej Maryi Panny Zakonu Braci Mniejszych Kapucynów w Krakowie
- Prowincja św. Wojciecha i św. Stanisława Zakonu Braci Mniejszych Kapucynów w Warszawie

### Prowincja Krakowska
21 wspólnot w Polsce (Bytom, Częstochowa, Gdańsk, Katowice Załęże, Kielce, Kraków, Kraków-Olszanica, Krosno, Nowa Sól, Piła, Sędziszów Małopolski, Skomielna Czarna (ośrodek rekolekcyjny i parafia), Stalowa Wola, Tenczyn (dom rekolekcyjny i parafia), Terliczka (sanktuarium), Wałcz Wołczyn, Wrocław, Zagórze); Dom Obecności w Kownie na Litwie, 6 wspólnot Wiceprowincji Ukrainy, Dom Obecności w Woroneżu w Rosji i 3 wspólnoty Kustodii w Bułgarii.
Bracia Prowincji Krakowskiej żyją i pracują na 4 kontynentach: W Europie, w Azji, w Afryce oraz Ameryce Północnej. Grupy braci lub pojedynczy bracia żyją i posługują w innych prowincjach zakonu: Czechach, Austrii (południowy Tyrol), Italii (Umbria, Genua), Libanie, Czadzie, Republice Środkowej Afryki i Kanadzie.

### Prowincja Warszawska
18 wspólnot klasztornych w Polsce (Biała Podlaska, Bydgoszcz, Gorzów Wielkopolski, Krynica Morska, Lubartów, Lublin, Lublin – Poczekajka, Łomża, Mogilno, Nowe Miasto nad Pilicą, Olsztyn, Orchówek, Rywałd Królewski, Serpelice, Warszawa, Zakroczym, Zakroczym - CDH; 1 klasztor i 2 domy obecności na Łotwie, 6 wspólnot klasztornych Wiceprowincji Białorusi, 4 wspólnoty Kustodii w Szwecji i 4 wspólnoty w Gabonie.
Bracia Prowincji Warszawskiej żyją i pracują na 5 kontynentach: W Europie, w Australii, w Afryce, w Ameryce Północnej i Azji. Grupy braci lub pojedynczy bracia żyją i posługują w innych Prowincjach Zakonu: w Wielkiej Brytanii, Australii, Gwatemali, Niemczech, Belgii, Szwecji, Białorusi, Łotwy Turcji, Italii (Loreto, Manopello, Viterbo, Rzym), w USA.

## Klasztory na świecie

### Afryka
Algieria – 1 dom w Tiaret, Wiceprowincja Angoli – 13 domów, Kustodia Beninu – 3 domy, Burkina Faso – 1 dom, Kustodia Kamerunu – 3 domy, Wiceprowincja Wysp Zielonego Przylądka – 7 domów, Kustodia Wybrzeża Kości Słoniowej – 3 domy, Prowincja Erytrei – 21 domów, Etiopia – 1 dom w Soddo, Wiceprowincja Generalna Etiopii – 18 domów, Gabon – 1 dom w Libreville), Ghana – 1 dom, Gwinea Równikowa – 2 domy, Wiceprowincja Generalna Kenii – 8 domów, Prowincja Madagaskaru – 18 domów, Malawi – 3 domy, Wiceprowincja Generalna Mozambiku – 7 domów, Namibia – 2 domy, Kustodia Nigerii – 5 domów, Wiceprowincja Generalna Czadu i Rep. Centralnej Afryki – 15 domów, Kongo -1 dom w Brazzaville, Wiceprowincja Generalna Demokratycznej Republiki Konga, Seszele – 1 dom, Wiceprowincja Południowej Afryki – 7 domów, Sudan – 3 domy, Prowincja Tanzanii – 33 domy, Wiceprowincja Zambii – 8 domów, Kustodia Ugandy – 5 domów, Kustodia Zimbabwe – 5 domów.

### Środkowy i Bliski Wschód
Wiceprowincja Generalna Arabii – 9 domów, Dom w Jerozolimie, Wiceprowincja Pakistanu – 9 domów, Kustodia Turcji – 5 domów, Wiceprowincja Generalna Bliskiego Wschodu – 9 domów

### Oceania
Prowincja Australijska – 6 domów, Kustodia Nowej Zelandii – 2 domy, Wiceprowincja Papui-Nowej Gwinei – 7 domów.

### Ameryka Północna
Prowincja Kanady Centralnej – 9 domów, Prowincja Kanady Wschodniej – 22 domy, Meksyk – 3 domy, Stany Zjednoczone (1 dom w Nowym Orleanie, Prowincja Ameryki Środkowej – 8 domów, Prowincja Kalifornijska – 8 domów, Prowincja Kalwaryjska – 27 domów, Prowincja New Jersey – 12 domów, Prowincja Nowego Jorku i Nowej Anglii – 18 domów, Prowincja Pensylwanii – 19 domów, Wiceprowincja Wysp Mariańskich i Hawajów – 4 domy)

### Ameryka Środkowa
Wiceprowincja Generalna Nikaragui-Kostaryki-Panamy – 12 domów, Delegacja Kuby – 3 domy, Wiceprowincja Generalna Gwatemali-Hondurasu-Salwadoru – 9 domów, Wiceprowincja Portoryko – 6 domów, Wiceprowincja Republiki Dominikańskiej i Haiti – 5 domów.

### Ameryka Południowa
Argentyna – 11 domów, Boliwia – 1 dom w Santa Cruz, Brazylia – 10 prowincji, 2 wiceprowincje, Prowincja Chilijska – 17 domów, Prowincja Kolumbijska –  16 domów, Wiceprowincja Ekwadoru – 11 domów, Kustodia Paragwaju, Prowincja Peruwiańska – 9 domów, Wiceprowincja Wenezueli – 20 domów.

### Azja
Kustodia Korei – 3 domy, Prowincja Filipińska – 14 domów, Kustodia Japońska – 3 domy, Indie (2 delegatury, 2 kustodie, 10 prowincji, 1 wiceprowincja) Indonezja (3 prowincje) Kustodia Malezji i Singapuru – 3 domy, Delegatura Tajlandii – 3 domy, Timor Wschodni – 2 domy.

### Europa
Albania – 2 domy, Prowincja Austrii, Prowincja Flandro-Belgijska – 11 domów, Wiceprowincja Białoruska – 4 domy, Kustodia Bułgarska – 3 domy, Prowincja Chorwacka – 8 domów, Prowincja Francuska – 21 domów, Prowincja Niemcy, Prowincja Wielkiej Brytanii – 9 domów, Delegacja Grecji – 5 domów, Prowincja Irlandzka – 12 domów, Islandia – 1 dom, Włochy – 22 prowincje, Łotwa – 1 dom, Litwa – 1 dom, Prowincja Maltańska – 8 domów, Prowincja Holenderska – 5 domów, Prowincja Portugalska – 7 domów, Prowincja Czech – 6 domów, Kustodia Rumunii – 5 domów, Rosja – 1 dom, Prowincja Słowacka – 7 domów, Prowincja Słoweńska – 8 domów, Hiszpania – 5 prowincji, Kustodia Szwedzka – 3 domy, Prowincja Szwajcarska – 24 domy, Wiceprowincja Ukrainy – 6 domów, Delegatura Węgierska – 3 domy.

## Inicjatywy polskich prowincji kapucynów
- Dzieło Pomocy św. Ojca Pio w Krakowie[41]
- Fundacja Kapucyńska im. bł. Aniceta Koplińskiego[42]
- Centrum Duchowości Honoratianum[43] w Zakroczymiu
- Ośrodek Apostolstwa Trzeźwości im. o.Benignusa Sosnowskiego[44] w Zakroczymiu
- Fundacja Kapucyni i Misje w Olszanicy (Prowincja Krakowska)[45]
- Dom Duszpasterstwa Młodzieży Porcjunkula w Serpelicach[46]
- Jadłodajnia Miodowa w Warszawie – kuchnia dla ubogich i bezdomnych[47]
- Młodzież Franciszkańska Tau[48]
- Ruch Światło-Życie (Prowincja Krakowska)[49]
- Ruch Światło-Życie (Prowincja Warszawska)[50]
- Spotkanie Golgota Młodych[51]
- Piesza Pielgrzymka Honoracka[52]
- Warszawska Pielgrzymka Piesza - 15 Brązowa[53]
- Stowarzyszenie Alwernia w Bydgoszczy[54]
- Stowarzyszenie Alwernia - Franciszkańskie Dzieło Promocji Młodzieży i Rodziny w Lubartowie[55]
- Duszpasterstwo Akademickie w Bydgoszczy[56]
- Czasopismo Studia Laurentiana
- Harcerski Krąg Klerycki[57]
- Głos Ojca Pio – największy polski wortal poświęcony duchowości i osobie Ojca Pio[58]
- Spotkanie Młodych w Wołczynie[59]
- Wydawnictwo Serafin – katolicka księgarnia internetowa[60]
- Duszpasterstwo Powołań - Bracia Mniejsi Kapucyni - Prowincja Warszawska[61]
- Duszpasterstwo Powołań - Bracia Mniejsi Kapucyni - Prowincja Krakowska[62]
- Pogotowie duchowe - portal całodobowej pomocy duchowej[63]

## Formacja
Formacja początkowa (pierwsze lata nauki, do ślubów wieczystych):
- Postulat – trwa rok, odbywa się w klasztorze w –Nowym Mieście nad Pilicą –  dla obydwu Prowincji
- Nowicjat – trwa rok, znajduje się w Sędziszowie Małopolskim – dla obydwu Prowincji

Postnowicjat:
- Juniorat ścisły – trwa pięć lat dla braci zakonnych, odbywa się w Krakowie – dla Prowincji Krakowskiej,
- Ponowicjat (tylko w Prowincji Warszawskiej), odbywa się w Lublinie przy ul. Krakowskie Przedmieście 42. Czas formacji pomiędzy nowicjatem a seminarium lub junioratem. Okres trwania - 2 lata.
- Seminarium – dwa lata nauki filozofii oraz cztery lata nauki teologii w Wyższym Seminarium Duchownym w Krakowie przy ul. Loretańskiej 11 – dla Prowincji Krakowskiej oraz w Wyższym Seminarium Duchownym w Lublinie przy al. Kraśnickiej 76 – dla Prowincji Warszawskiej.

Po nowicjacie bracia składają pierwszą profesję zakonną (śluby zakonne), a po 4-5 latach ślubów czasowych składają profesję wieczystą.
Po ślubach wieczystych następuje formacja permanentna (ciągła).

## Habit kapucynów
Strój zakonny to kasztanowy habit z charakterystycznym długim kapturem, przepasany sznurem (cingulum) z trzema węzłami po prawej stronie, charakterystycznymi dla zakonów franciszkańskich, symbolizujące śluby czystości, posłuszeństwa i ubóstwa. Przy sznurze z lewej strony różaniec. Kapucyni tradycyjnie noszą całkowity zarost, jednakże nie jest on obowiązkowy.

## Siostry kapucynki

### Zgromadzenie Sióstr Kapucynek Najświętszego Serca Jezusowego[64]
Zgromadzenie stworzone przez księdza Franciszka Marię di Francia i Matkę Weronikę Briguglio, w celu zapewnienia opieki osieroconym dzieciom.

### Siostry klaryski kapucynki
Siostry klaryski kapucynki

### Siostry kapucynki tercjarki
Zgromadzenie założone przez Luisa Amigó, zakonnika z Zakonu Braci Mniejszych Kapucynów. Obecnie zajmuje się w szczególności pomocą biednym, chorym, bezdomnym i osobom starszym.